# Gmina związkowa Elbe-Havel-Land
Gmina związkowa Elbe-Havel-Land (niem. Verbandsgemeinde Elbe-Havel-Land) – gmina związkowa w Niemczech, w kraju związkowym Saksonia-Anhalt, w powiecie Stendal. Siedziba gminy związkowej znajduje się w miejscowości Schönhausen (Elbe). Utworzona została 1 stycznia 2010.
Gmina związkowa zrzesza sześć gmin, w tym jedno miasto oraz pięć gmin wiejskich:
- Kamern
- Klietz
- Sandau (Elbe)
- Schollene
- Schönhausen (Elbe)
- Wust-Fischbeck